# Capital Transit Co.
Capital Transit Co. is een Amerikaans voormalig openbaarvervoerbedrijf in Washington. Het opereerde van 1933 tot 1956.

## Ontstaan
Capital Transit Co. is in 1933 voortgekomen uit een fusie tussen twee bedrijven: Washington Railway & Electric Co. en Capital Traction Co.. Op die manier kwam alle openbaar vervoer - toen in grote meerderheid door tramlijnen uitgevoerd - in handen van één bedrijf.

## Verloop
De stad was zeer geschikt voor de tram. In tegenstelling tot vele andere Amerikaanse steden waren de straten veel breder dan gebruikelijk. Dit had met de wijze waarop de stad ontworpen was te maken maar ook met wat zij diende uit te stralen: macht en schoonheid. 
Het tramnet kende ook veel stukken met een vrije baan, bijvoorbeeld de lijn naar Cabin John, lijn 20.
De dienstuitvoering van het openbaar vervoer werd bepaald door de allesoverheersende werkgever in Washington: de overheid. Alle kantoren sloten en openden op dezelfde tijd hun deuren zodat Capital Transit een enorme hoeveelheid tramwagens moest onderhouden alleen voor deze forse piekbelasting. Overleg met de overheid, dat zich zo’n 50 jaar heeft voortgesleept - Capital Transit pleitte voor gespreide openingstijden -, had ten tijde van de opheffing van het trambedrijf in 1962 nog niets opgeleverd.
Washington Railway & Electric Co. en Capital Traction Co. waren niet echt concurrenten van elkaar - ze exploiteerden bijvoorbeeld geen tramlijnen die evenwijdig aan elkaar liepen zoals in andere steden, maar het had wel geresulteerd in een overdaad aan facilitaire ondersteuning. Zo was er van alles dubbel: remises, controleurs, onderhoudsbedrijven, schilderwerkplaatsen enz. De fusie was zodoende een rationaliseringsmaatregel.
Het nieuwe bedrijf startte een grote modernisering waarbij getracht werd de grote hoeveelheid aan kleinere tramseries - waardoor heel veel verschillend reservemateriaal moest worden bijgehouden - te vervangen door grotere series. Dat lukte met de introductie van de PCC-car vanaf 1936. Uiteindelijk deden in Washington 489 trams van dit type dienst. Vele eindpunten moesten daarop met eindpuntlussen worden uitgerust. Aan deze eindpunten werden attractieve overstaphaltes gebouwd waar de buslijnen naar de voorsteden hun ritten startten. Deze eindpunten hadden vaak een klein winkelcentrum om zich heen.
In 1941 werd nog een nieuwe tramlijn naar de Southwest Mall geopend - lijn 70 - waar vele nieuwe overheidsgebouwen waren gerealiseerd.  Een ondertunnelt eindpunt werd in de Tweede Wereldoorlog voor lijn 50 onder het Bureau of Engraving geopend.

## Naoorlogse jaren
Na de oorlog ontstond nog een grote ondertunneling (ook voor auto’s - onder Dupont Circle -) voor de lijnen 40/42. 
Het passagiersvervoer begon echter snel na de oorlog - onder invloed van het privé-vervoer - af te nemen en Capital Transit Co. moest flinke investeringen doen om het achterstallige onderhoud dat in de oorlog ontstaan was, in te halen. 
De eerste tramlijnen die het slachtoffer werden van het teruglopend vervoer waren de lijnen 10/12 - de Benning line. Het was toch een van de drukste lijnen maar de opheffing werd vooral door twee redenen gemotiveerd: de rails van de hele lijn moest totaal worden vernieuwd en het eindpunt in het stadscentrum lag op een plek waar enorme opstoppingen ontstonden door auto’s en andere tramlijnen. De laatste dacht men alleen op te kunnen lossen door een kostbare ondergrondse tunnel. Er was feitelijk geen geld om dit probleem op te lossen dus de gemakkelijkste weg werd gekozen: opheffing van de tramlijn en totale vervanging door bussen. De opheffing was in 1949 een feit.

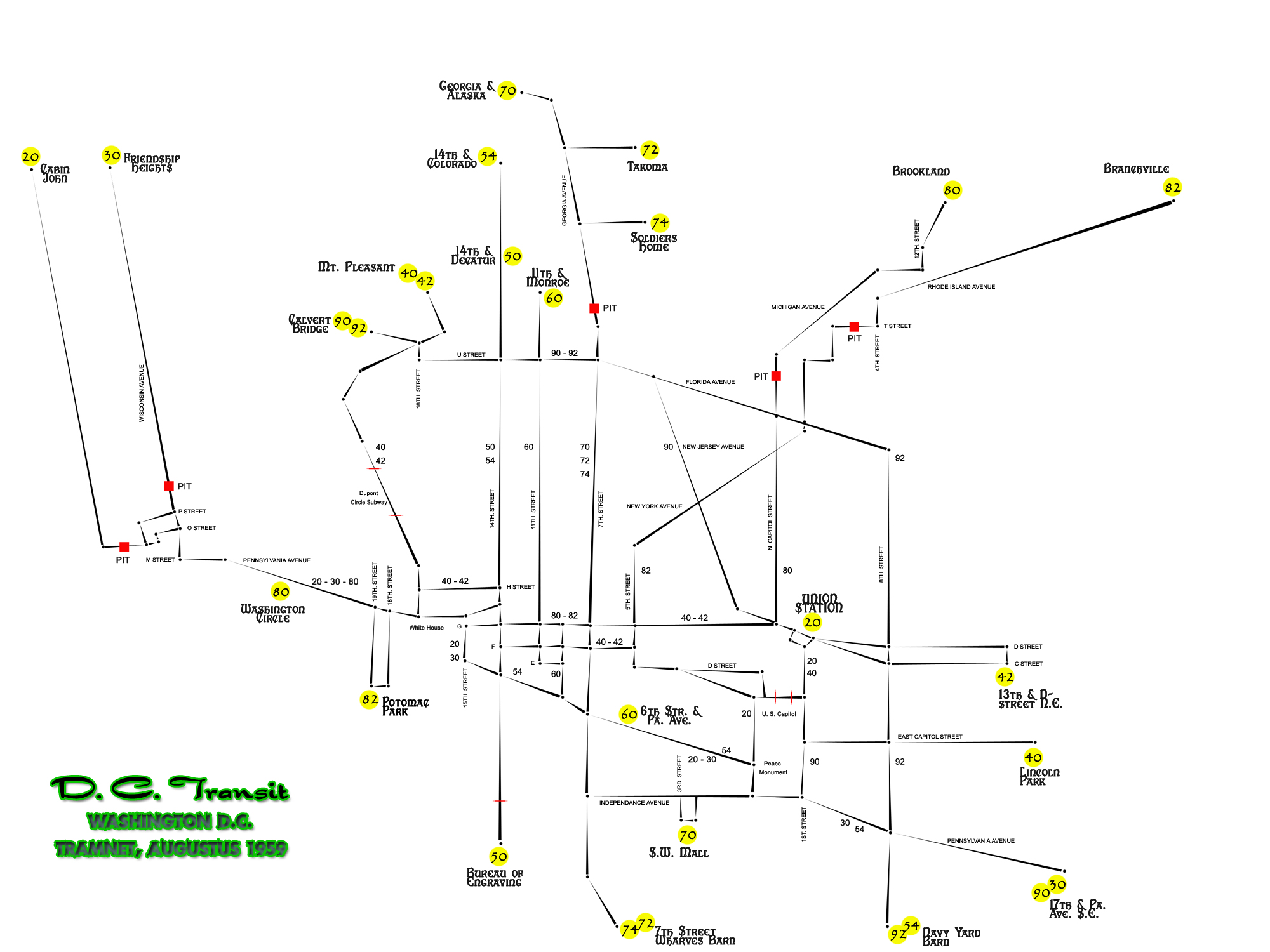
Tramnet Washington D.C. in 1959

Vanaf dat moment kon de exploitatie geheel met PCC-cars worden uitgevoerd maar, in opdracht van de overheid, moest Capital Transit Co. vele oudere trams als reserve achter de hand houden. De idee hierachter was dat door de toenemende internationale spanningen - de Koreaoorlog - misschien veel meer overheidspersoneel nodig was en de benzine weer op de bon moest.
Het verval van het bedrijf trad in door een aantal zich opeenvolgende effecten. 
De Public Utility Holding Company Act - die in 1935 was uitgevaardigd - verbood bedrijven eigenaar te zijn van andere bedrijven die afhankelijk van elkaar waren. Een onderdeel van die wet was dat een bedrijf, dat elektriciteit produceerde, geen eigenaar mocht zijn van een openbaarvervoerbedrijf dat daardoor elektriciteit van dat bedrijf moest afnemen. 
In Washington, en bij vele andere Amerikaanse vervoersbedrijven, was dit zo. Capital Transit Co. en Potomac Electric Power Company hadden beide als overkoepelende eigenaar de North America Company (NAC). Omdat de overheid dit energiek tegenwerkte zocht NAC voor de oplossing het minst winstgevende deel te verkopen en dat was het openbare vervoerbedrijf.
Tegelijkertijd viel het oog van de uit Florida afkomstige entrepreneur Louis Wolfson op Capital Transit Co. (CTC). Hij zag in het bedrijf een goede basis - het was financieel gezond - voor verdere uitbreiding van zijn imperium en hij vergaarde in 1949 een meerderheid in het bedrijf. Wolfson vond dat CTC winstgevend moest zijn en een goed dividend moest uitbetalen.
Na het eerste jaar keerde hij een zo hoog dividend - merendeels uit de gezonde financiële reserves van CTC - uit dat de aandeelhouders van hun stoel vielen van verbazing; vanzelfsprekend keerde hij ook aan zichzelf uit - iets wat niet illegaal was. Het wekte wel de irritatie van de overheid.
In 1955 gingen de trambestuurders in staking voor een salarisverhoging maar CTC stelde dat zij niet akkoord kon gaan met hogere salarissen zonder toestemming van de Public Utility Commission. Dit irriteerde de overheid zodanig zodat zij bij Publieke Wet 389 besloot de District Commissioners van Washington het mandaad te geven de staking op te lossen en de franchise van CTC per 14 augustus 1956 te beëindigen. 
(In 1878 was besloten dat Washington bestuurd zou worden door drie commissarissen die door de President waren aangesteld. Vele beslissingen in de stad hadden een akkoord met behulp van een Act of Congress nodig. Deze situatie eindigde in het tijdperk van President Lyndon Johnson.)
De oplossing van de commissarissen was dat er zowel een salarisverhoging als een algemene tariefsverhoging kwam. De adder onder het gras van Publieke Wet 389 was dat tevens besloten was dat de nieuwe franchisenemer vanaf 1956 zou moeten streven naar voortbestaan als een autobusbedrijf. 
Het publiek werd gesust met de mededeling dat er genoeg bedrijven zouden zijn die in 1956 het openbaar vervoer in de stad op zich zouden willen nemen.
Na veel vijven en zessen bleek de succesvolle zakenman O. Roy Chalk in staat de franchise te nemen. Dit bedrijf noemde zich D. C. Transit en werd op 26 augustus 1956 opgericht.

## Afloop

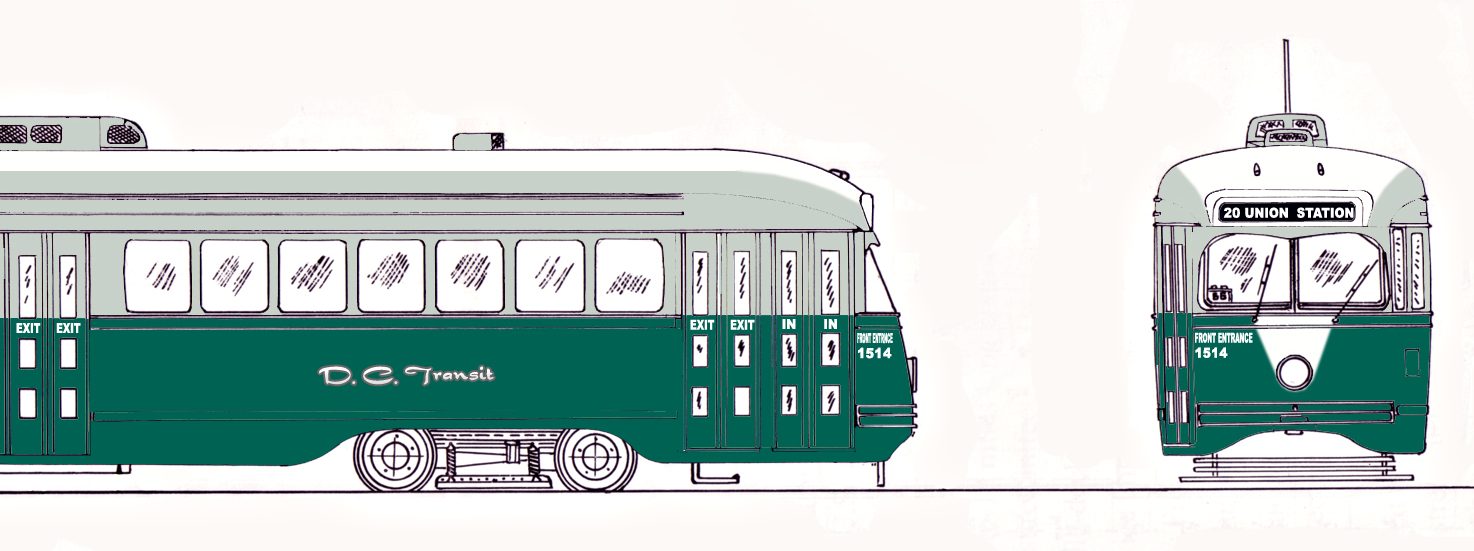
Kleurenschema PCC-cars Washington D.C.

Omdat Clark allereerst een zakenman was zag hij geen brood in de dure tramexploitatie. Toch had hij wel degelijk moderniseringsplannen. De lijnen 70/72/74, die de noordelijke stadsdelen met de zuidelijke via de grote winkelcentra langs 7th Street verbond, wilde hij ombouwen tot een lijn met ‘Limited Stops’. Daartoe moesten op sommige delen 4 sporen worden aangelegd om deze lijn, die minder haltes zou aandoen en veel sneller de route zou kunnen afleggen, in staat te stellen andere trams in te halen. Zijn plan stuitte echter op veel weerstand.
Ten tweede had hij goede connecties met de leiding van General Motors die bereid waren hem voor gunstige prijzen autobussen te verkopen. 
Tussen 1958 en 1962 werd het gehele trambedrijf opgeheven en na die tijd in zijn geheel afgebroken. 
Vele PCC-cars werden - dankzij het uitstekend uitgevoerde onderhoud - nog verkocht aan andere (overzeese) bedrijven. Honderd stuks gingen naar Barcelona en 74 naar Sarajevo. Er was voor een deel van de vloot serieus belangstelling uit Wenen maar dit kwam tot niets.

## Conduit System
Het trambedrijf in Washington D.C. was bijzonder omdat de stroomafname bijna geheel bestond uit het feit dat een tram aan de onderzijde uitgerust was met een grote metalen staaf die stroom afnam van een ondergronds gebouwde rail.
Deze staaf - ‘plow’ genoemd - werd door de bewegende tram voortgesleept op dezelfde manier als de staaf die op het dak van bijna alle andere trams ter wereld onderlangs een koperen draad werd voortgesleept: de ‘trolley’. In Europa was de stroomafnemer, pantograaf of schaarbeugel genaamd - populairder.
De trams in Washington waren ook uitgerust met zo’n trolley omdat de verst van het stadscentrum gelegen lijndelen wel een bovenleiding hadden. Dit was bijvoorbeeld zo bij de lijnen 20, 30, 70/72/74 en 80/82.
Dit kostbare en onderhoudsgevoelige systeem was een gevolg van een in 1893 uitgevaardigde wet dat bovenleiding in de stad verboden was. Het werd als ontsierend ervaren en zou het uitzicht en het bezienswaardige van de vele monumenten en andere toeristische attracties in de stad bederven. 
New York koos om dezelfde reden voor dit systeem op Manhattan.
Bij de overgang van het ondergrondse stroomcircuit naar het bovengronds was een put gebouwd waar de staaf onder de tram kon worden verwijderd en de trolley tegen de koperen draad werd gehesen (door innovaties ging deze handeling na 1945 automatisch). Deze zogenaamde ‘plow pits’ werden uitsluitend door kleurlingen bediend omdat het slecht betaald en nogal vies werk was. Het reinigen en insmeren van de ondergronds staven hoorde ook bij de taak van de ‘plow-pitter’. Deze man had voor de slechte weersomstandigheden de beschikking over een zeer klein schuilhuisje aan de kant van de weg. In de winter bestond zijn taak ook nog uit het uitscheppen van sneeuw en ijs uit de plow pit.
Het hele systeem kende vijf plow pits.
De weersomstandigheden waren de feitelijke boosdoeners van het systeem. Er kwam zeer veel regen en sneeuw in waardoor de trams eerder vastliepen dan trams met een conventionele bovenleiding.
Omdat er in Washington een groot aantal trams was die zelfs geen trolley hadden was het lokale woord voor de tram dan ook streetcar in plaats van trolley car.